# Guiel
Die Guiel ist ein Fluss in Frankreich, der in der Region Normandie verläuft. Sie entspringt östlich von Gacé, im Gemeindegebiet von La Trinité-des-Laitiers, entwässert generell in nordöstlicher Richtung und mündet nach rund 24 Kilometern an der Gemeindegrenze von La Trinité-de-Réville und Saint-Agnan-de-Cernières als linker Nebenfluss in die Charentonne. Im Oberlauf der Guiel folgt die Autobahn A28 auf einigen Kilometern Länge ihrem Verlauf. Der Fluss durchquert auf seinem Weg die Départements Orne und Eure.

## Orte am Fluss
(Reihenfolge in Fließrichtung)
- Le Sap-André
- Heugon
- Verneusses
- Montreuil-l’Argillé

## Sehenswürdigkeiten
Zwischen Heugon und Verneusses versickert der Fluss im karstigen Untergrund und kommt nach rund zwei Kilometern bei der Ortschaft Ternant in einer Karstquelle wieder an die Oberfläche.